# Carina Ricco
Carina Ricco (Veracruz, 27 de noviembre de 1969) es una actriz, cantante y compositora mexicana.

## Biografía
Cuando era muy niña su familia se muda a Argentina donde comienza a cantar para el coro de "Cantaniño" hasta los 13 años de edad participando luego de "Festilindo".
A los 10 años participa en el film del grupo español Parchís y ya de regreso en México funda junto con su padre y hermanos un grupo musical realizando un tour por el interior de la república mexicana. A los 15 años se separa del grupo dando comienzo a su carrera solista. Paralelamente toma clases de danza, canto y recitación.
En 1987 gana el premio "La Figura del Año" ('La modelo del año') lo que le permite trabajar como modelo profesional. El segundo puesto del concurso lo ocupó la actriz Cynthia Klitbo, y el tercer puesto lo ocupó la actriz Angélica Rivera (Primera dama de México de 2012 a 2018). También en este año incursiona en televisión, participa en la novela Victoria junto a figuras como Juan Ferrara y Victoria Ruffo.
En 1989 conoce a dos personas que serán muy importantes en su formación profesional musical: Fernando Riba y Kiko Campos.
En 1992 participa en El Rostro de El Heraldo y obtiene la nominación de "El rostro que canta". Luego de firmar un contrato con la discográfica Sony Music participa en la producción del especial Bolero, Voz y Sentimiento y ya en 1993 llega a su meta, la grabación de su primera producción discográfica: Del Cabello a los Pies producida por Riba y Campos. El sencillo "Hombre mío" fue un gran suceso en México.
En 1994 asiste al Festival de Viña del Mar en Chile representando a México con la canción "Y nos dijimos adiós". Por unanimidad del jurado recibe el premio "Naranja" por su gran simpatía. Participa también en el Festival de Acapulco, en la Semana Cultural de Matamoros y en diferentes teletones de América Central, además de presentarse en diferentes ciudades de México con su espectáculo. Ese mismo año, el 26 de noviembre, se casa con el actor Eduardo Palomo.
En 1997 presenta su segundo disco, Sueños Urbanos con canciones de su autoría, para promocionar este disco se contacta con el Maestro Raúl Crespín y juntos arman una banda de rock para salir a tocar a diferentes lugares del país.  
Luego de una gira por Latinoamérica con su trabajo, se ha dedicado por completo a su familia, a su pequeños hijos Fiona y Luca.

## Vida personal
Se casó con Eduardo Palomo el 26 de noviembre de 1994 en una ceremonia muy intima y tuvieron dos hijos, Fiona (nacida el 12 de octubre de 1998) y Luca (nacido el 15 de octubre de 2000). Su esposo falleció el 6 de noviembre de 2003.

## Telenovelas y series
- Contigo sí (2021-2022) - Beatriz Guardiola Santoscoy de Vega[1]
- Médicos, línea de vida (2019-2020) - Pilar de Miranda
- Gossip Girl Acapulco (2013) - Alicia Parra
- Morir dos veces (1996) - Silvana
- Victoria (1987) - Norma